# Annabelle Mariejeanne
Annabelle Mariejeanne (ur. 9 października 1976) – maurytyjska pływaczka, olimpijka.
Wystąpiła na Letnich Igrzyskach Olimpijskich 1992, podczas których wystartowała wyłącznie w sztafecie 4 × 100 m stylem dowolnym. Drużyna maurytyjska uzyskała najsłabszy 13. wynik eliminacji wśród wszystkich zespołów (4:09,96) – indywidualny rezultat Mariejeanne (1:03,66) był najsłabszym czasem całych zawodów. Była najmłodszym członkiem reprezentacji Mauritiusa na igrzyskach w Barcelonie (podczas startu miała niespełna 16 lat).